# سانسور وینی د پو در چین

میم‌های اینترنتی مانند این که شی جین پینگ‌را با وینی د پو مقایسه می‌کنند، در چین سانسور شده‌اند.

از ژوئیهٔ سال ۲۰۱۸ دولت چین شروع به سانسور تصاویری از شخصیت کارتونی انسان‌وارهٔ وینی د پو کرد، به‌ویژه نسخه‌ای از این شخصیت که توسط شرکت دیزنی ارائه شده‌است. گمان می‌رود این سانسور نتیجهٔ مقایسهٔ شی جین پینگ، دبیرکل حزب کمونیست چین، با این شخصیت در میم‌های اینترنتی باشد؛ مقایسه‌ای که حزب کمونیست چین آن‌را تمسخری بی‌احترامانه نسبت به شی تلقی کرده‌است. با وجود سانسور، ممنوعیت کلی‌ای برای کتاب‌ها و اسباب‌بازی‌هایی که تصویر وینی د پو را نمایش می‌دهند در چین وجود ندارد؛ دو وسیلهٔ بازی با مضمون وینی د پو همچنان در دیزنی‌لند شانگهای فعالیت می‌کنند.